# Boningen
Boningen é uma comuna da Suíça, no Cantão Soleura, com cerca de 652 habitantes. Estende-se por uma área de 2,82 km², de densidade populacional de 231 hab/km². Confina com as seguintes comunas: Fulenbach, Gunzgen, Kappel, Murgenthal (AG), Olten, Rothrist (AG).
A língua oficial nesta comuna é o Alemão.

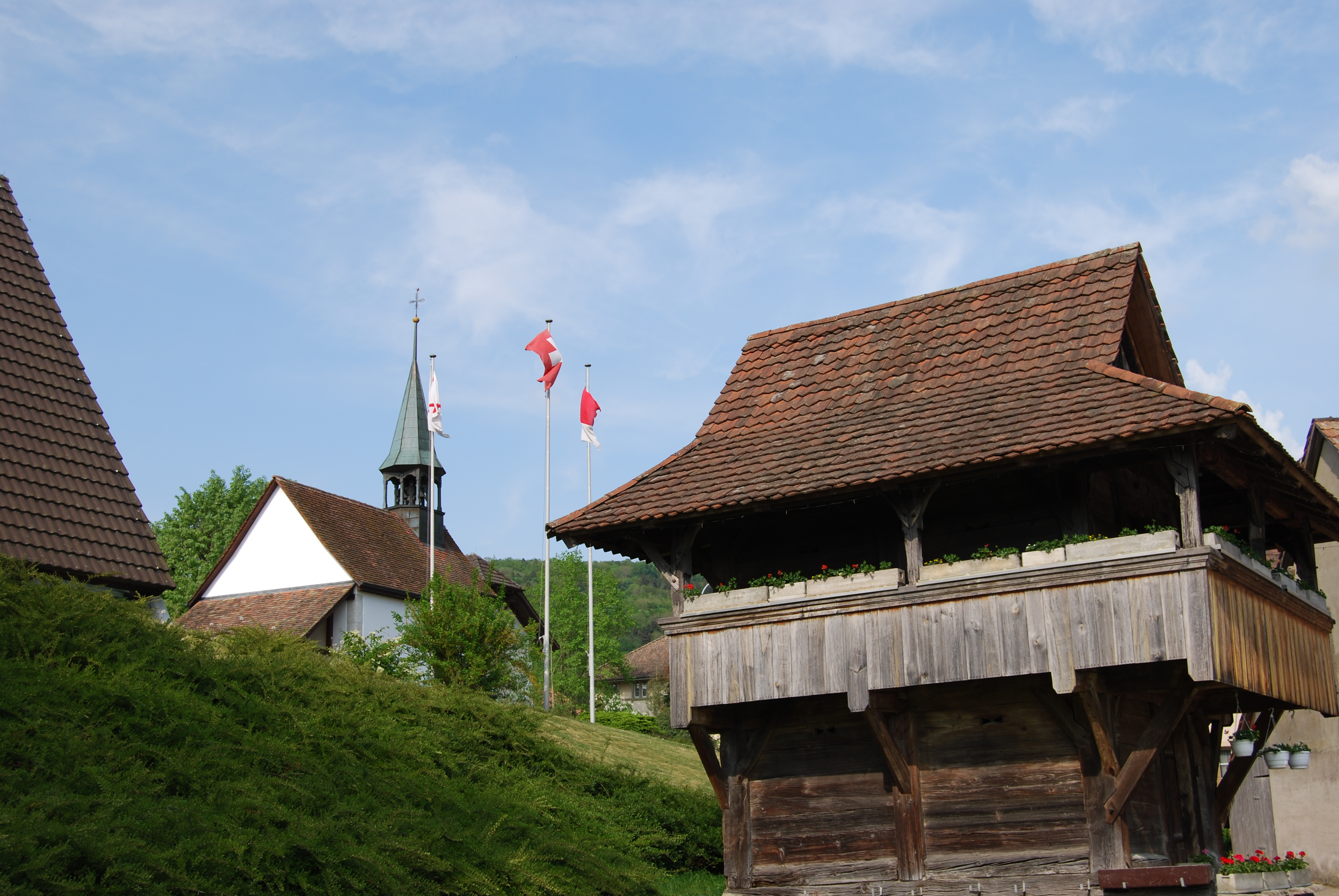
Boningen.